# Minnewater (straat)
Minnewater is een straat in Brugge.

## Beschrijving
Naast het Minnewater als waterplas, is er ook een straat met die naam. Die straat of steeg heeft eeuwenlang geen naam gehad en werd beschouwd als deel uitmakende van de Arsenaalstraat. In 1929 werd er dan toch een naam aan gegeven, omdat ondertussen huizen langs die straat waren gebouwd en een postadres wenselijk werd. Men koos voor Acht Zaligheden, in referentie tot de acht huizen in gelijke stijl en trant die er werden gebouwd, en die door hun aantal een verwijzing konden geven naar de Bergrede en de Acht Zaligheden die Jezus er in verkondigde.
In 1972 diende dubbel gebruik te worden weggewerkt met de 'Acht Zaligheden' in Sint-Andries. De Commissie voor straatnamen stelde voor de naam in de binnenstad te wijzigen in Schelstraat. Al vanaf 1341 en tot in de 19de eeuw heette een gedeelte van de Arsenaalstraat de 'Schelstraat' of 'Scheltstraat'. Het leek dan ook verantwoord deze naam te doen herleven in een zijstraat van deze Arsenaalstraat. Op verzoek van de inwoners van de straat werd het echter Minnewater. 
Het Minnewater, als straat, loopt van de Arsenaalstraat naar het Minnewaterpark.